# سبد شرمندگی

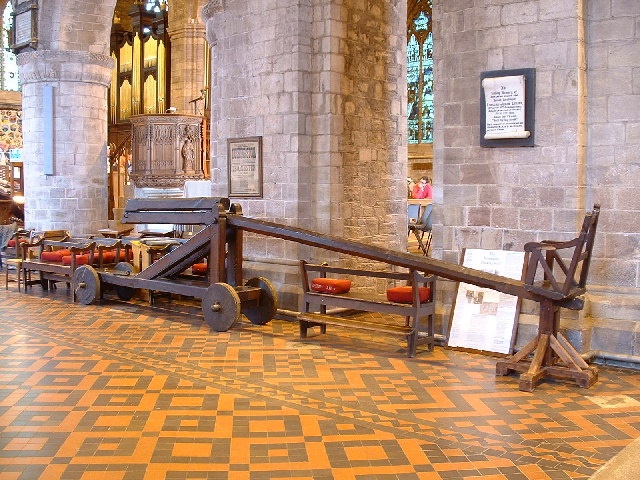
صندلی کوکینگ در لئومینستر، انگلستان؛ آخرین استفاده از آن سال ۱۸۰۹

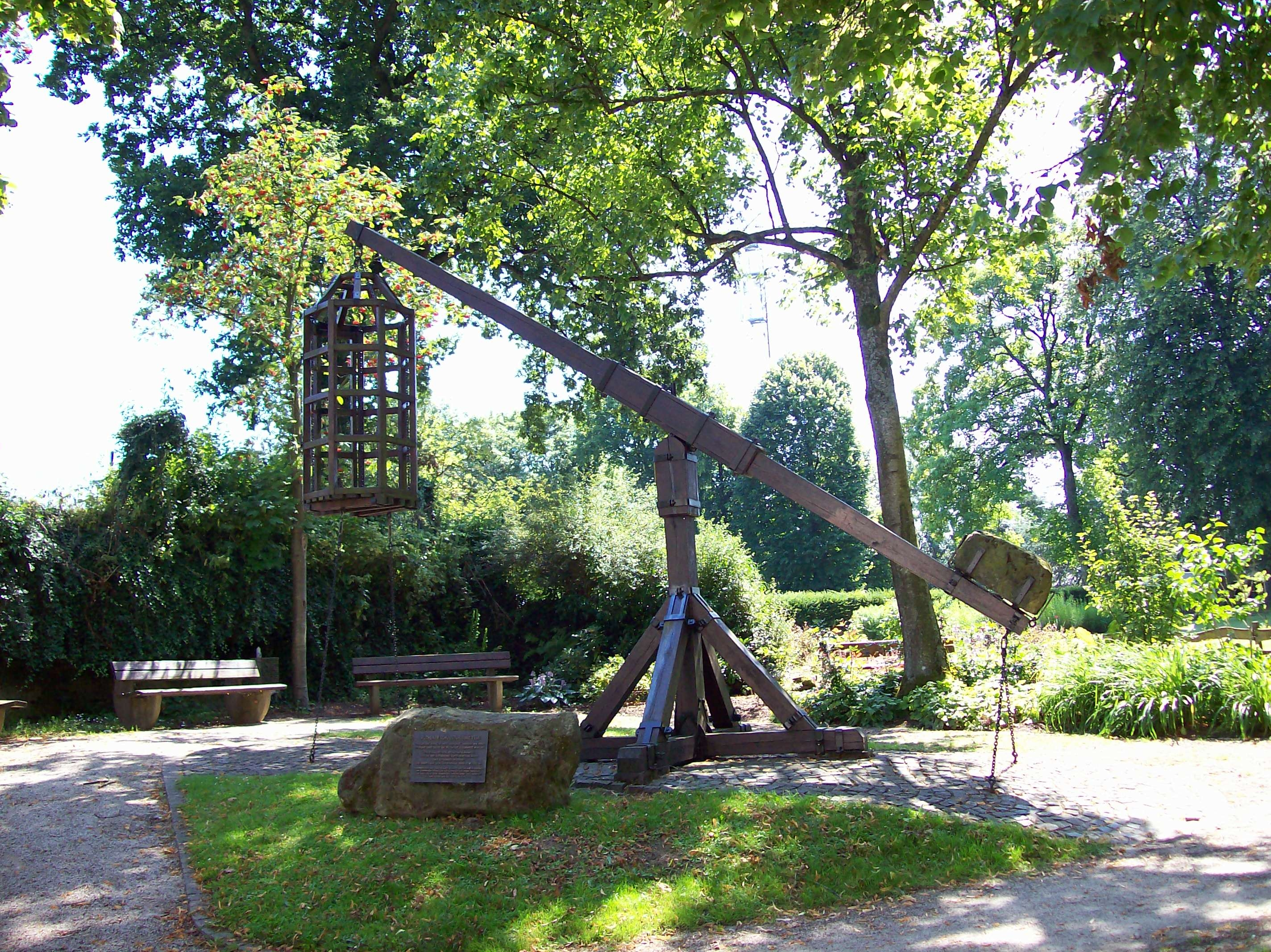
قفس شرمندگی در روتن آلمان

سبد یا قفس شرمندگی (wymen pine,) و …، … صندلی‌ها و ابزارهایی بوده‌اند که در گذشته برای تنبیه زنان بی‌تمکین، پرخاشگران و کسبهٔ نادرست در انگلستان، اسکاتلند، و جاهای دیگر استفاده می‌شد.  شکلی از کاج ویمن - «تنبیه زنان» بود، همان‌گونه که در «Langland's Piers Plowman» در (۱۳۷۸) به آن اشاره شده‌است. آنها ابزار تحقیر و سرزنش عمومی بودند، هم در درجهٔ اول برای جرم سرزنش یا غیبت و هم کمتر برای گناه جنسی مانند باردار شدن نامشروع یا فحشا.
این‌ها وسایل فنی مورد نیازی بودند که بخشی از روش گسترده‌تر اجرای قانون از طریق تحقیر اجتماعی را تشکیل می‌دادند. یک جایگزین رایج، حکم دادگاه برای بازخوانی جنایات یا گناهان شخص بعد از مراسم عشای ربانی یا در بازار در روز بازار یا اقدام غیررسمی مانند گونه‌ای سواری بود. این ابزارها معمولاً تولید محلی و بدون طراحی استاندارد بودند. بیشتر آنها صرفاً صندلی‌هایی بودند که می‌توانستند مجرم را به آن‌ها ببندند و بر در خانه یا محل جرمش ظاهر کنند.